# Княжичі (зупинний пункт)
Кня́жичі — зупинний пункт Ніжинського напряму Київської дирекції Південно-Західної залізниці на лінії Ніжин — Київ-Пасажирський. Розташований між зупинним пунктом Ялинка (3 км) та станцією Бровари (3 км). Платформу відкрили 21 травня 1957 року. Лінію електрифікували на початку липня 1957 року, а перші приміські електропоїзди почали курсувати 6 липня цього року. У кінці 2010-х років платформу реконструювали.
Платформа розташована в межах міста Бровари, у мікрорайоні Переїзд. Від зупинного пункту до села Княжичі відстань не перевищує 3 км. До села напряму простягається дорога від переїзду — вул. Переяславський шлях.

## Історія
За переказами старожилів питання про проведення через територію села Княжичі залізничної колії піднімалось ще в 19 ст., під час будівництва Південно-Західної Залізниці в Імперії Всеросійській. Інженери, що вирішували де проходитиме колія розглядали два варіанти - через село Княжичі (для цього треба було дати гроші інженеру) чи через село Броварі.  Громадський схід жителів села вирішив, що краще щоб колія пройшла через село Броварі бо нібито «поїзди усю худобу розпугають». В результаті залізниця пішла через Броварі, в обхід  села Княжичі і Броварі стали містечком, а потім і містом в той час як Княжичі залишились селом. 

## Суміжний транспорт
Через переїзд біля платформи курсує маршрут № 17 броварського маршрутного таксі, яке сполучає село Княжичі та мікрорайони Переїзд та Масив міста Броварів.